# Lista de episódios de Kenan and Kel

A seguir a lista de episódios da série Kenan & Kel, organizada por temporadas.

## Episódios

### 1ª Temporada (1996-1997)[1]
Kenan Thompson, Kel Mitchell, Ken Foree, Teal Marchande e Dan Frischman estão presentes em todos os episódios.
Vanessa Baden ausenta-se em 7 episódios.
Gravado na frente de uma plateia ao vivo entre março a setembro de 1996.

### 2ª Temporada (1997-1998)[2]
Gravado na frente de uma plateia ao vivo entre Julho a Novembro de 1997, com 13 episódios
- Vanessa Baden e Dan Frischman, ambos estão ausentes por 1 episódio

### 3ª Temporada: 1998–1999[3]
- Gravado na frente de uma plateia ao vivo entre Junho a Dezembro de 1998
- 22 episódios
- Vanessa Baden é ausente por 18 episódios
- Ken Foree e Teal Marchande, ambos estão ausentes em dois episódios
- Dan Frischman é ausente por 1 episódio

### 4ª Temporada: 1999–2000[4]
- Gravado na frente de uma plateia ao vivo entre Junho de 1999 até Março de 2000
- 16 episódios
- Dan Frischman está ausente por um filme de TV

Vanessa Baden esteve ausente por 9 episódios